# براتسهاوزن
براتسهاوزن (به آلمانی: Beratzhausen) یک شهر در آلمان است که در بایرن واقع شده‌است.

## خصوصیات
براتسهاوزن ۷۲٫۵۴ کیلومترمربع مساحت دارد ۴۶۷ متر بالاتر از سطح دریا واقع شده‌است.